# Rad (antiga unitat)
|  | Per a altres significats, vegeu «RAD». |

El rad ((acrònim de l'anglès Radiation Absorbed Dose)) (símbol rd) és una unitat de mesura antiga de la dosi de radiació absorbida per un objectiu.
Aquesta unitat està oficialment obsoleta en el Sistema internacional, després d'haver estat reemplaçat el 1975 pel gray (símbol Gy), però encara és molt utilitzat als Estats Units.

## Definició
En el sistema CGS d'unitats, el rad va ser definida per: 1 rad = 100 erg/g.
En comparació amb les unitats del Sistema internacional, tenim :
1 rd = 0,01 Gy = 1 cGy = 10 mGy
1 Gy = 100 rd

## Història
Una primera unitat anomenada rad, però no directament relacionada amb l'actual rad, ja es va proposar el 1918. Aquesta unitat s'hauria basat en la quantitat de raigs X necessaris per eliminar les cèl·lules tumorals en ratolins.
El rad modern es va definir el 1953, al congrés de la Comissió Internacional d'Unitats i Mesures Radiològiques (ICRU), ja que la dosi absorbida equivalent a 100 Plantilla:Unité d'energia absorbida en un gram de matèria. Es va redefinir el 1970 en unitats del Sistema internacional, ja que la dosi equival a 0,01 joule d'energia absorbida per un quilogram de matèria.
El 1975, es va esdevenir progressivament en obsoleta a Europa, havent estat substituït pel gray a la 15a Conferència general dels pesos i mesures, proposat per l'ICRU,.
L'ús del rad als Estats Units és "molt desaconsellat" per l'Nacional Institute of Estàndards and Technology americà. No obstant això, aquest ús encara és molt comú, ja sigui en laboratoris, indústria o fins i tot en textos regulatoris i, per tant, és àmpliament tolerat.

## Confusions a evitar
No s'ha de confondre el rad:
- Amb el rem, que és la unitat de mesura, també obsoleta, s'utilitza per expressar la dosi equivalent i la dosi efectiva.
- Amb el radiant, que és la unitat de mesura de l'angle pla, del qual el símbol és rad (1 rad = 180°/π).